# Chaetocnema cachani
Chaetocnema cachani là một loài bọ cánh cứng trong họ Chrysomelidae. Loài này được Biondi miêu tả khoa học năm 2001.